# Aphodobius heynei
Aphodobius heynei är en skalbaggsart som beskrevs av Schmidt 1911. Aphodobius heynei ingår i släktet Aphodobius och familjen Aphodiidae. Inga underarter finns listade i Catalogue of Life.